# Theretra firmata
Theretra firmata är en fjärilsart som beskrevs av Walker 1856. Theretra firmata ingår i släktet Theretra och familjen svärmare. Inga underarter finns listade i Catalogue of Life.